# The Air I Breathe
The Air I Breathe (con varios títulos para su distribución en castellano Cuatro vidas, Cuatro vidas y un destino, Fragmentos del destino) es una película de drama estrenada en el año 2007 dirigida por Jieho Lee y protagonizada por Kevin Bacon, Julie Delpy, Brendan Fraser, Andy García, Sarah Michelle Gellar, Emile Hirsch y Forest Whitaker.

## Argumento
La historia está basada en un antiguo proverbio chino que divide la vida en cuatro emociones: la felicidad, el placer, el dolor y el amor. Un hombre de negocios (Forest Whitaker) apuesta todo lo que tiene en una carrera de caballos; un gánster (Brendan Fraser) descubre que puede ver el futuro; una cantante de música pop (Sarah Michelle Gellar) es víctima de un jefe del crimen (Andy García), y un médico (Kevin Bacon) debe salvar la vida de su gran amor, antes de que algo ocurra.

## Reparto
- Andy García ... Fingers - "Dedos"
- Brendan Fraser ... Pleasure - Placer
- Sarah Michelle Gellar ... Sorrow - Tristeza (alias "Trista"
- Kevin Bacon ... Love - Amor
- Forest Whitaker ... Happiness - Felicidad
- Emile Hirsch ... Tony, sobrino de Dedos
- Julie Delpy ... Gina
- Will Maier ... Sr. Park
- Clark Gregg ... Henry
- Cecilia Suárez ... Alison
- John Cho ... Bart
- Kelly Hu ... Jiyoung
- Jason Dolley ... - Placer (joven)
- Todd Stashwick como Frank
- Jon Bernthal como Entrevistador
- Lenny Zundel

## Recepción
La película en general recibió comentarios negativos de los críticos. Rotten Tomatoes reportó que solo fueron el 14% de críticas positivas, basado en 22 comentarios. Metacritic reportó el 37 de 100, basado en 9 comentarios.

## Lanzamiento
La película se estrenó el 29 de abril de 2007 en Estados Unidos, y fue lanzada a DVD y a Blue Ray el 27 de mayo de 2008. La película fue estrenada en Reino Unido el 15 de junio de 2008.